# Municipio di Durban
Il Municipio di Durban (in inglese: Durban City Hall) è un edificio storico, sede municipale della città di Durban in Sudafrica.

## Storia
L'edificio venne eretto tra il 1906 e il 1910 secondo il progetto dell'architetto Stanley G. Hudson.

## Descrizione
Il palazzo, di stile neobarocco, è fortemente somigliante al Municipio di Belfast, nell'Irlanda del Nord, cui Hudson s'ispirò nel progettare la nuova sede municipale di Durban. Le facciate sono ornate da sculture personificanti le arti, la musica, la letteratura, il commercio e l'industria.

## Galleria d'immagini

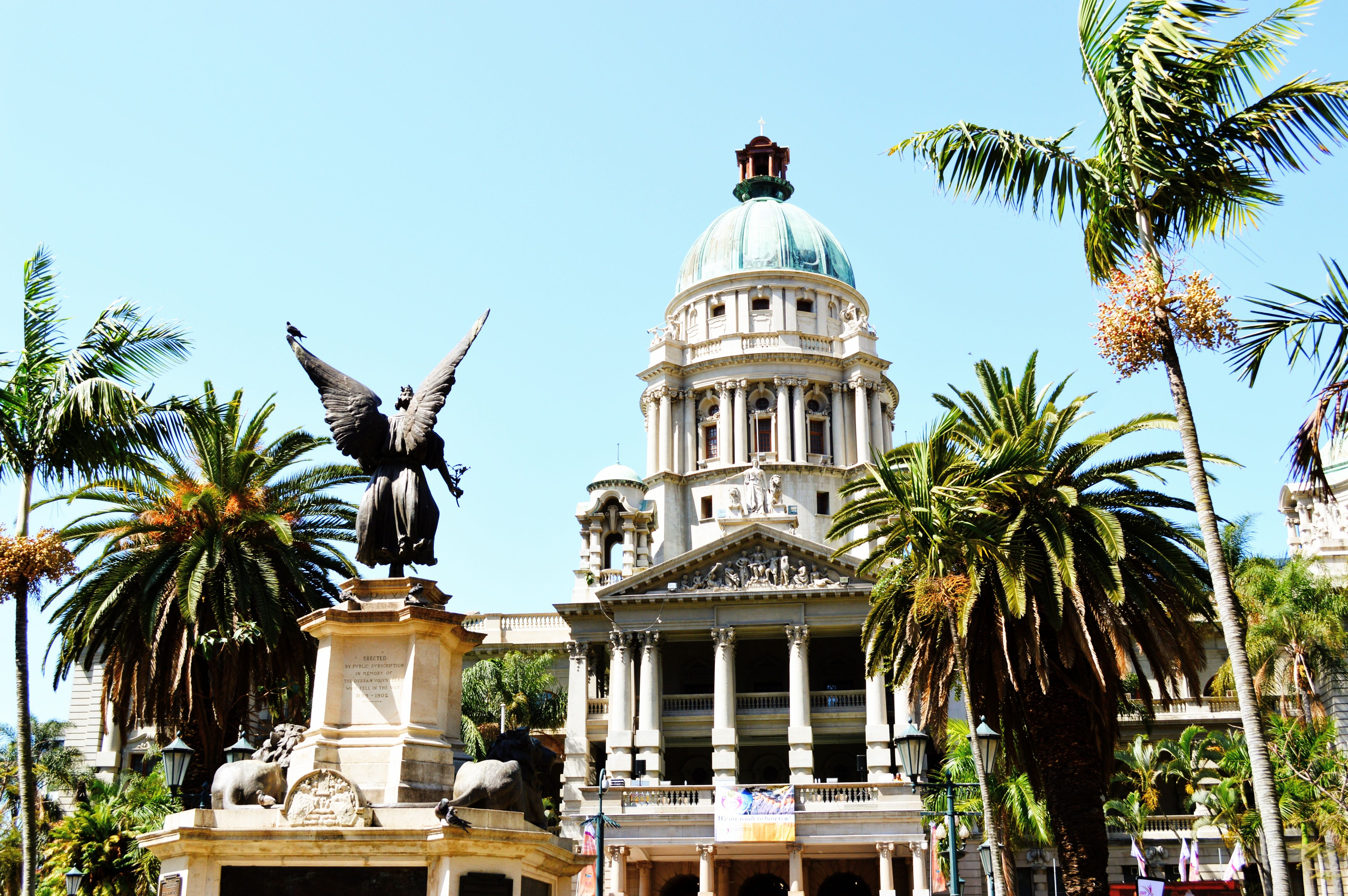
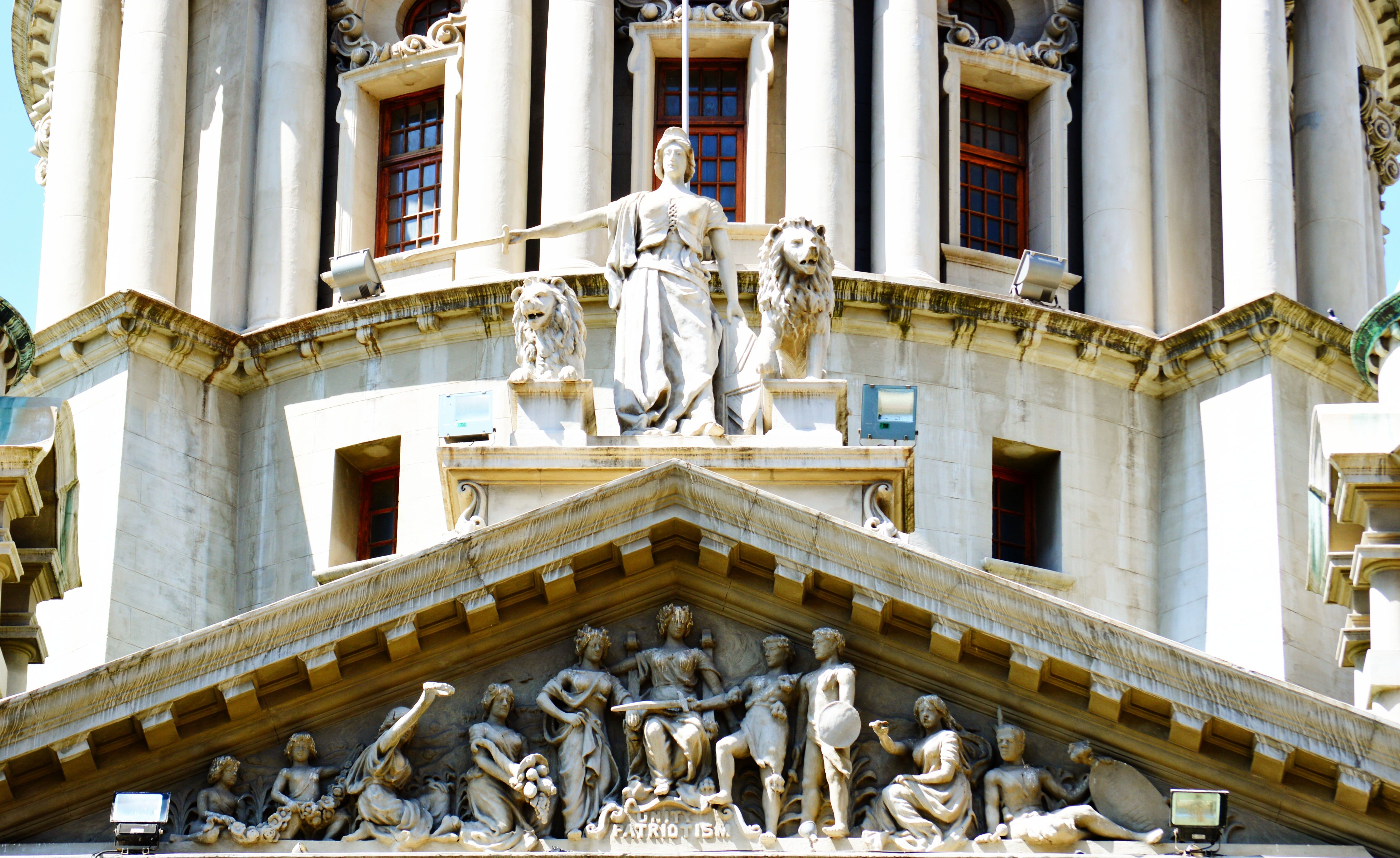
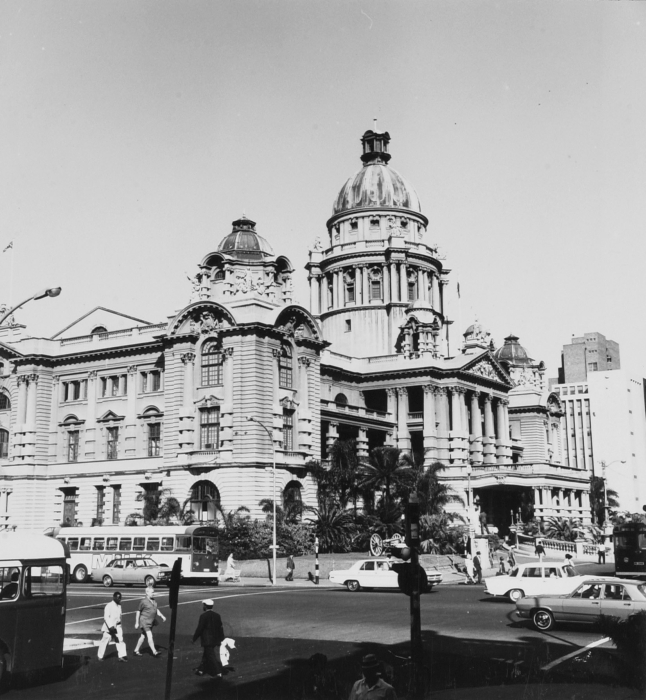